# Kay Carberry

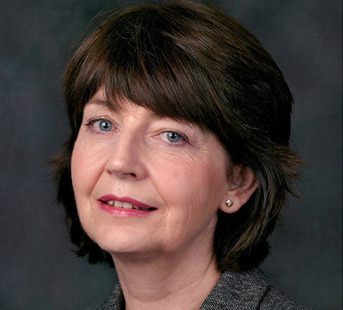
Kay Carberry (2003)

Catherine Rose „Kay“ Carberry, Baroness Carberry of Muswell Hill, CBE (* 19. Oktober 1950) ist eine britische Gewerkschafterin. Sie war 2003 bis 2016 die stellvertretende Generalsekretärin (Assistant General Secretary) des britischen Gewerkschaftsbundes Trades Union Congress (TUC).
Carberry besuchte die Royal Naval School Tal-Handaq in Malta, danach studierte sie an der University of Sussex. Sie arbeitete drei Jahre lang als Lehrerin und wurde in der Lehrergewerkschaft National Union of Teachers (NUT) aktiv. Ihre hauptamtliche Tätigkeit im Gewerkschaftsbund TUC begann 1978. 1988 wurde sie zur Leiterin des Equal Rights Department bestimmt. 2003 erhielt sie den vakanten Posten der Assistant General Secretary of the TUC, der stellvertretenden Generalsekretärin des TUC.
Im Rahmen der Birthday Honours 2007 wurde Carberry in Anerkennung ihrer Gewerkschaftstätigkeit als Commander des Order of the British Empire ausgezeichnet. 2016 gab sie ihre Ämter beim TUC auf und ging in den Ruhestand. Am 30. Januar 2025 wurde sie als Baroness Carberry of Muswell Hill, of Muswell Hill in the London Borough of Haringey, zum Life Peer erhoben und ist dadurch seither Mitglied des House of Lords. Im Parlament gehört sie der Fraktion der Labour Party an.